# سيباستيان هوفمان
سيباستيان هوفمان (بالألمانية: Sebastian Hofmann)‏ (12 سبتمبر 1983 في ألمانيا - ) هو لاعب كرة قدم ألماني في مركز الهجوم. لعب مع إنغولشتات 04 ونادي شتوتغارت ونادي هوفنهايم ويان ريغينسبورغ وفي إف بي شتوتغارت الثاني وGSV Maichingen ‏ ونادي هوفنهايم ب ‏ ونادي نوتنغن ‏.

## وصلات خارجية
- سيباستيان هوفمان على موقع قاعدة بيانات كرة القدم.إي يو (الإنجليزية)
- سيباستيان هوفمان على موقع بيانات كرة القدم. دي إي (الألمانية)
- سيباستيان هوفمان على موقع عالم كرة القدم.نت (الإنجليزية)